# Andrei Finți
Andrei Finți (n.  14 august 1952, București) este un actor român.     

## Biografie
A absolvit Institutul de Artă Teatrală și Cinematografică, promoția 1976, clasa profesor Eugenia Popovici, Beate Fredanov. A jucat pe scena Teatrului Național din București și a Teatrului Evreiesc de Stat.

## Filmografie
- Dincolo de pod (1976) - Hans, fiul lui Huber
- Buzduganul cu trei peceți (1977) - Marcu Cercel
- Un om în loden (1979) - Bogdan Negreanu
- Vis de ianuarie (1979) - ofițer revoluționar
- Falansterul (1979) - stegarul Elescu
- Lumina palidă a durerii (1980) - călugărul Atanasie
- Așteptînd un tren (1982)
- Comoara (1983)
- Pe malul stîng al Dunării albastre (1983)
- Surorile (1984)
- Moara lui Călifar (1984)
- Figuranții (1987)
- Rochia albă de dantelă (1989)
- Cine are dreptate? (1990)
- Divorț... din dragoste (1992)
- Capul de zimbru (film TV, 1996)

- Charlie Countryman (2013) - Bela
- Jocul asasinilor (2011) - Vadim Belsky
- Cenușă și sânge (2009)
- 17 - o poveste despre destin (2008)
- Contra timp (2008) - Nicu Javela
- A barátkozás lehetöségei (2007)
- Înaltă tensiune (2003) - Tatăl Alexei
- Amen (2002) - Preot paroh
- Entre chiens et loups (2002) - Bărbatul din spital
- Tu ne marcheras jamais seul (2001) - Oliver Ongerpool
- Fii cu ochii pe fericire (1999)
- Shapeshifter (1999) - Mark Brown
- A részleg (1995)
- Stele de iarnă (1980)